# Johannes van der Beeck

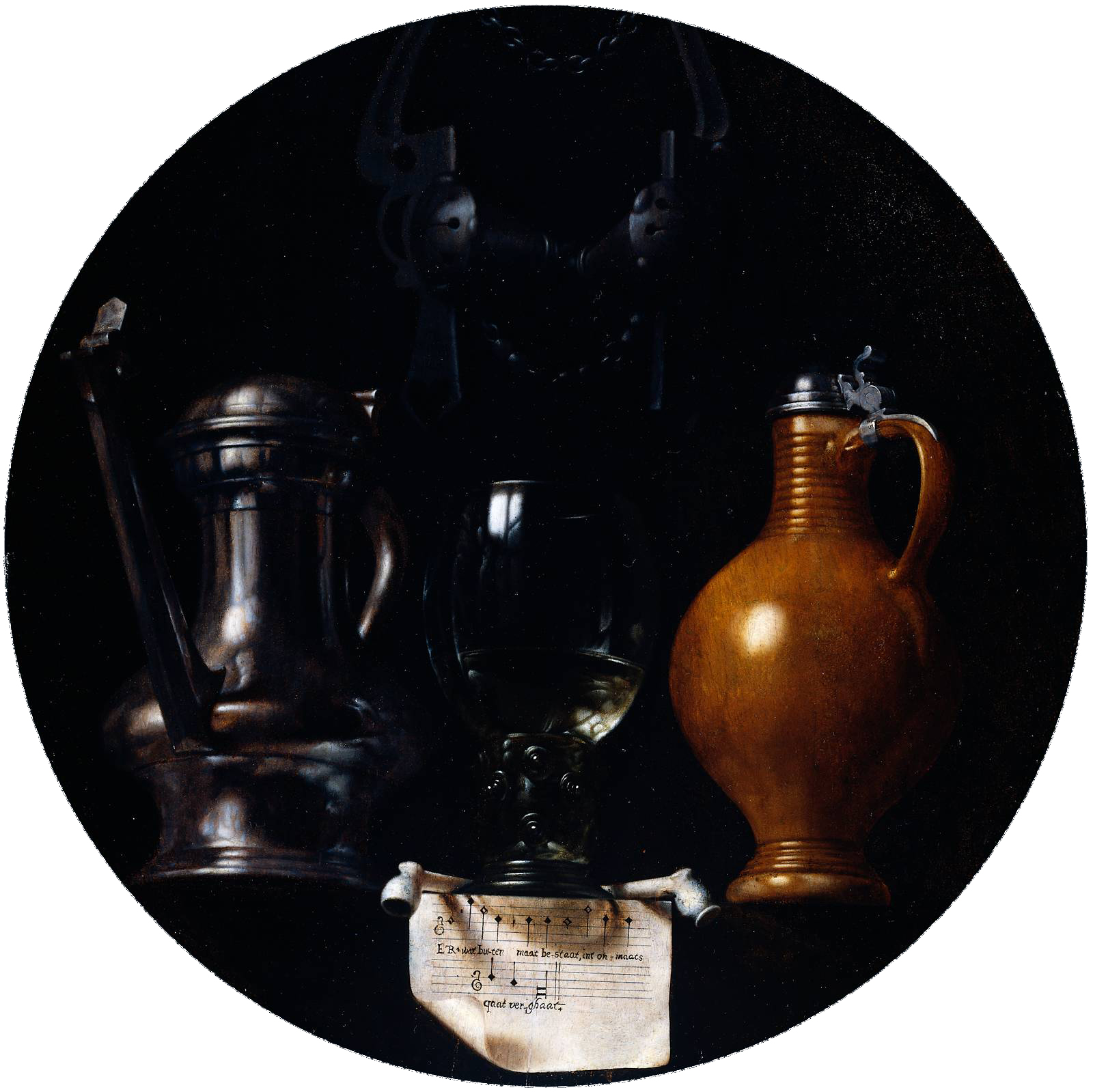
Johannes van der Beeck, Natura morta amb brida, Rijksmuseum, 1614

Johannes (Jan) Symonsz van der Beeck (Amsterdam, 1589 - Amsterdam, 17 de febrer de 1644) fou un pintor neerlandès també conegut pel seu àlies Johannes Torrentius ("Torrentius" és l'equivalent llatí del cognom Beeck).
Malgrat la seva reputació com a mestre especialitzat en natures mortes, sobreviuen poques pintures seves, ja que les seves obres van ser objecte de destrucció després de ser acusat de creences satàniques i atees i de pertànyer a l'orde Rosa-Creu. Va ser torturat i condemnat a presó per blasfem fins que un gest de gràcia per part del rei anglès Carles I, admirador seu, li permet deixar el país rumb a Anglaterra.

## Vida i carrera
Johannes van der Beeck neix i mor en Amsterdam, on contreu matrimoni el 1612. Les relacions amb la seva esposa van acabar per derivar en divorci. Beeck passa breument per la presó el 1621 per no pagar la pensió alimentària a la seva ex esposa.
Les seves formes llibertines i la seva suposada pertinença a l'orde Rosa-Creu van portar a la seva detenció i tortura acusat de blasfem, heretge, ateu i satanista. El 25 de gener de 1628 un tribunal de la Haia el troba culpable de "blasfèmia contra Déu i ateisme declarat, portant així mateix un estil de vida terrible i perniciós". En general s'ha cregut que Torrentius va tenir influència sobre Jeronimus Cornelisz, membre de la Companyia Neerlandesa de les Índies Orientals que va liderar un motí sagnant a bord del vaixell Batavia el 1629, després que aquest encallés prop de les costes australianes. Segons el RKD, Institut Holandès per a la Història de l'Art, va ser jutjat el 1627 i, d'acord amb Arnold Houbraken -qui cita a Theodorus Schrevelius-, va ser torturat el 1630 i condemnat a 20 anys en el Tuchthuis (la presó de Haarlem).
Malgrat aquesta condemna de 20 anys de presó, el rei Carles I d'Anglaterra -admirador de l'obra del pintor- va intervenir, aconseguint el seu alliberament dos anys després d'iniciada la condemna. Va ser acollit com a pintor de la cort a Anglaterra i va romandre en aquest país 12 anys, tornant a Amsterdam el 1641.